# Toyota GT86
La Toyota GT86 (chiamata Toyota 86 in Asia, Australia, Sud Africa, Sud America, in parte in Nuova Zelanda e dall'agosto 2016 in Nord America; Toyota FT86 in Brunei, Nicaragua ed in Giamaica) e la Subaru BRZ sono due versioni dell'autovettura sportiva 2+2 sviluppata congiuntamente da Toyota e Subaru, e prodotta nello stabilimento Subaru di Ōta, Giappone a partire dal 2012 all'agosto 2020. Sul mercato nordamericano la Toyota GT86 è stata commercializzata tra il 2012 e il 2016 con il marchio Scion di proprietà Toyota, come Scion FR-S.
La vettura è stata scelta come auto dell'anno 2012 dalla rivista TopGear.

## Sviluppo

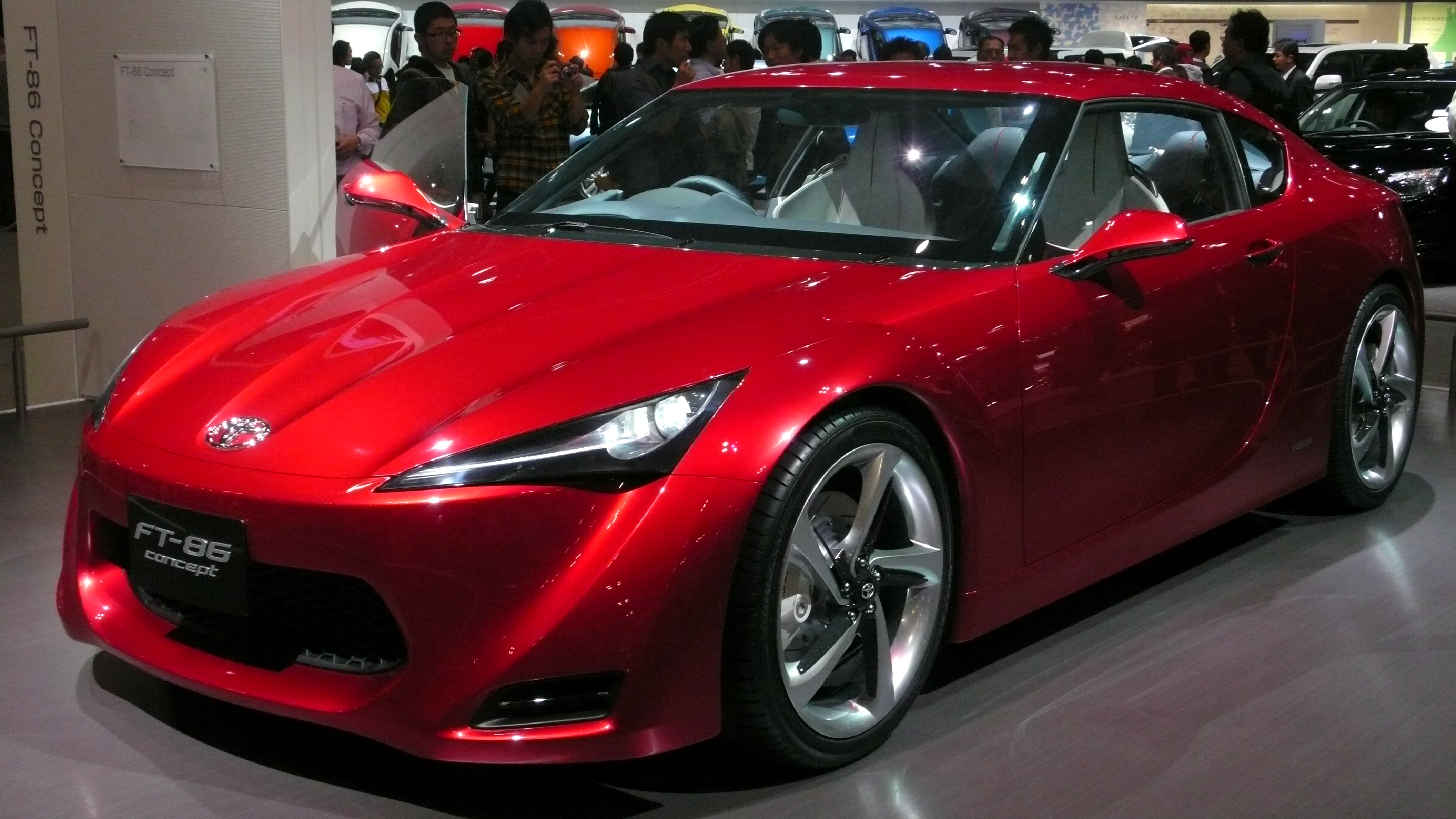
Toyota FT-86 Concept

Dopo un primo accordo con Toyota per la realizzazione congiunta di una vettura sportiva, la Subaru ritornò sui suoi passi in quanto non accettava la produzione di una coupé a trazione posteriore, dato che le vetture di quest'ultima erano tradizionalmente a trazione integrale. Per questo motivo abbandonò inizialmente il progetto, tuttavia continuò a fornire i motori per le vetture.

Toyota sospese il progetto per sei mesi ma in una fase successiva lo portò a termine in modo indipendente. Una volta concluso il progetto, invitò giornalisti e ingegneri Subaru a provare un suo primo prototipo del 2008, per mostrare loro quello che era in grado di fare. Gli ingegneri Subaru approvarono a quel punto il progetto e Subaru entrò nuovamente in società con Toyota. Questo prototipo portò allo sviluppo della "FT-86" (nome che sta a indicare la misura in mm della corsa, dell'alesaggio e dei terminali di scarico) che fu esposta al pubblico nel 2009. Il modello di serie fu chiamato Toyota GT86 (Toyota 86 in Giappone e Australia).

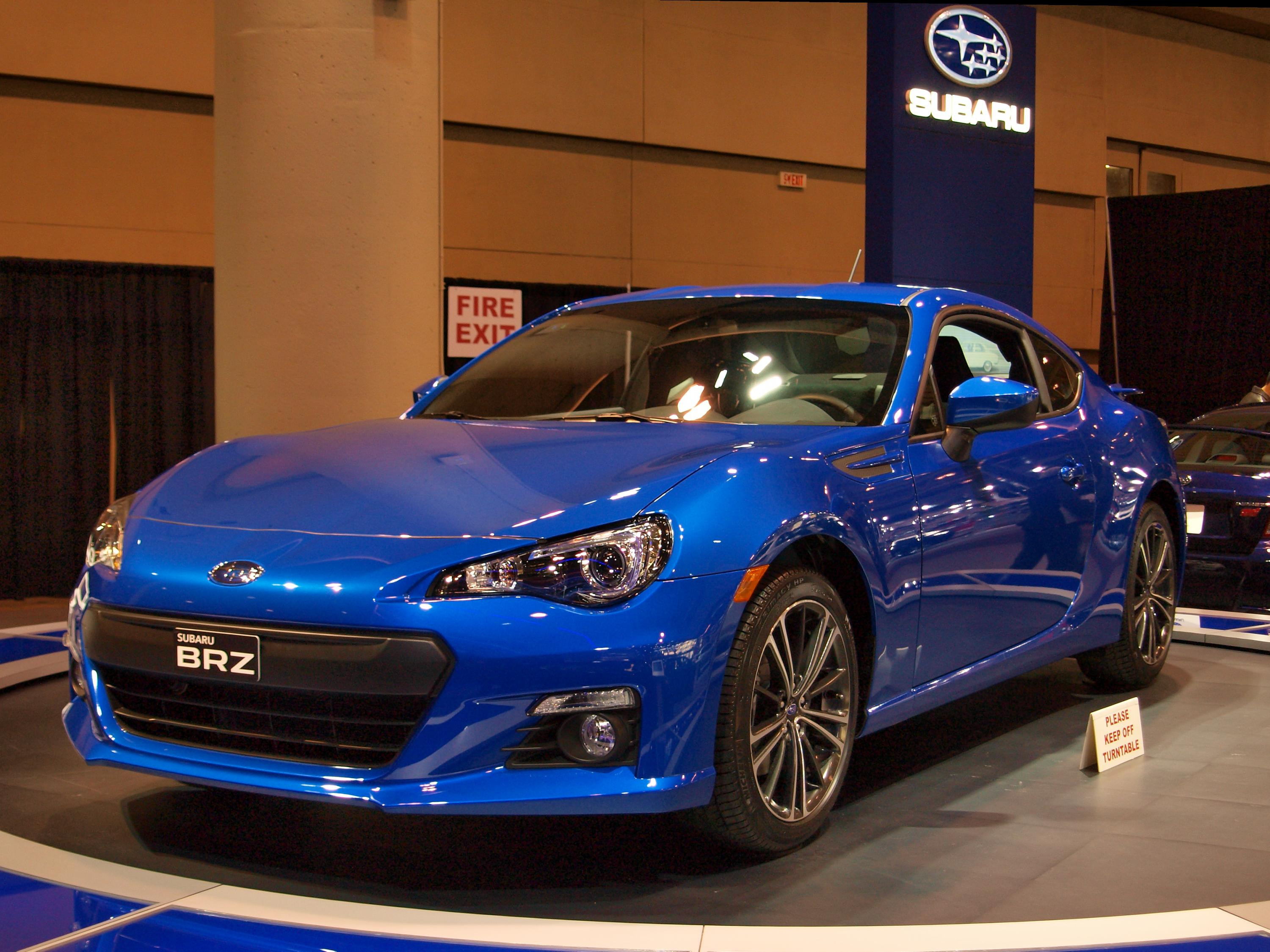
Subaru BRZ

La FT-86 è stata vista la prima volta al Tokyo Motor Show nell'ottobre del 2009, e la prima proiezione al di fuori del Giappone è stata nel marzo del 2010 al Salone di Ginevra.
Il 2 settembre 2010, la rivista automobilistica britannica AutoExpress riportò che il modello Subaru sarebbe stato caratterizzato da una trasmissione a quattro ruote motrici, in contrasto con la trazione posteriore del modello Toyota.
Relazioni successive indicarono che la versione Subaru non avrebbe avuto il vantaggio della sovralimentazione per dare la potenza necessaria alle prestazioni sportive. Quindi, l'auto, non avrebbe potuto avere tutte le ruote motrici.

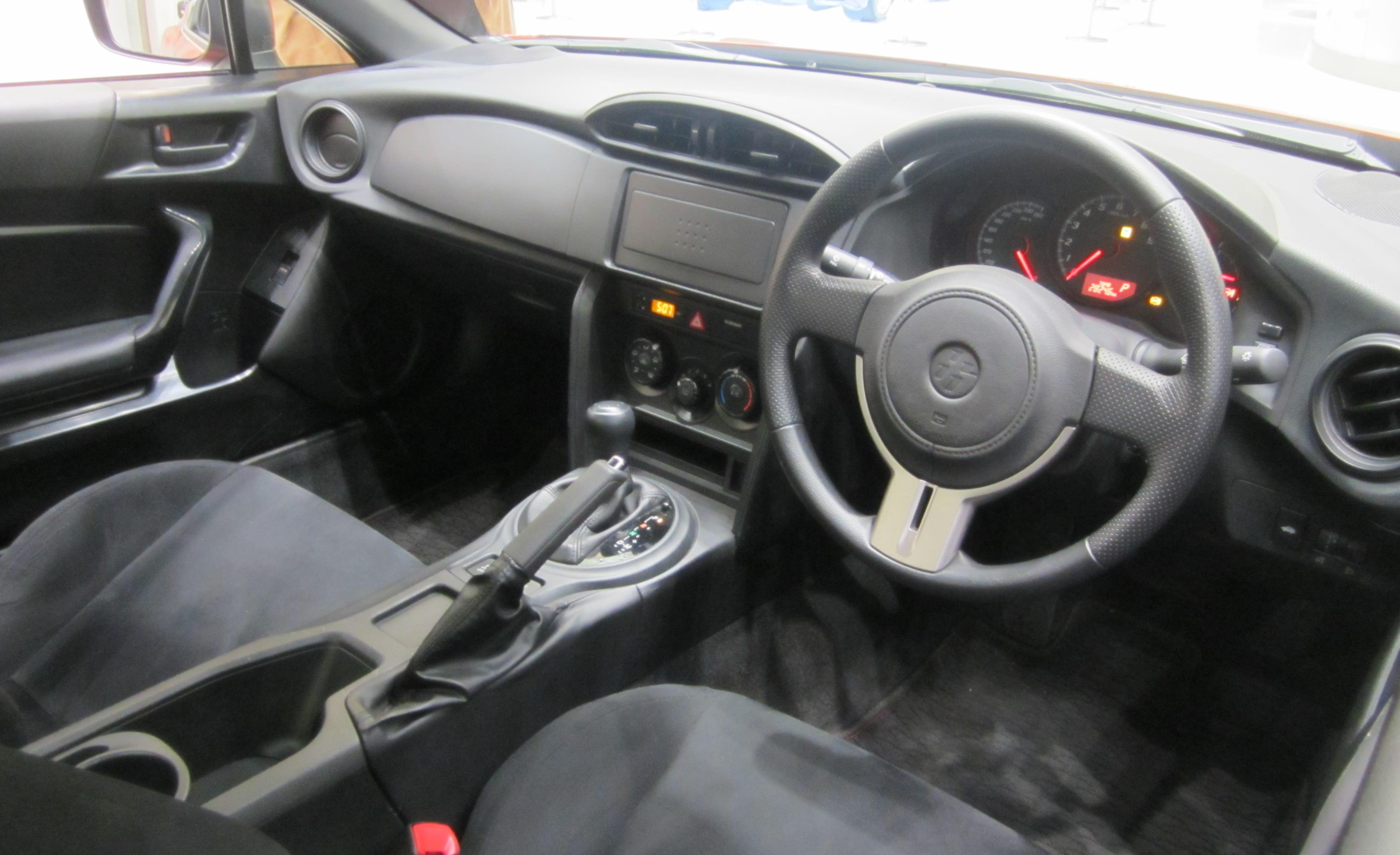
Abitacolo della GT86

Una versione migliorata chiamata FT-86 G Sports fu mostrata sempre al Tokyo Motor Show nel gennaio 2010. Nel marzo 2010 al Salone di Ginevra, la Toyota Europe annunciò che la versione di serie della vettura sarebbe stata distribuita nel mese di novembre del 2011.
Nel mese di novembre 2011 sono state rilasciate le prime foto ufficiali della Toyota GT86. La versione gemella della GT86 costruita dalla Subaru e denominata BRZ è stata invece svelata qualche giorno dopo e rispetto alla prima presenta modifiche non sostanziali nel frontale e nel reparto sospensivo ed un diverso fregio nella parte alta del parafango adiacente agli specchietti retrovisori. Anche gli interni sono pressoché identici. La GT86 è stata presentata al pubblico al Salone dell'automobile di Ginevra 2012. È stato successivamente confermato l'arrivo di una versione decappottabile dell'auto, che è stata presentata sotto forma di prototipo al Salone dell'automobile di Ginevra 2013.

## Tecnica
La vettura misura 4,24 metri in lunghezza, è alta appena 1.285 mm, mentre la larghezza è di 1.775 mm. Il passo ammonta invece a 2,57 metri. Numeri che la rendono la quattro posti coupé più compatta del mondo. Il centro di gravità si trova ad appena 475 mm di altezza, mentre il peso a secco è pari a soli 1.180 kg, ripartiti a 53/47 fra l'assale anteriore e quello posteriore. Le carreggiate presentano una larghezza di 1.520 mm davanti e 1.540 mm al retrotreno. 

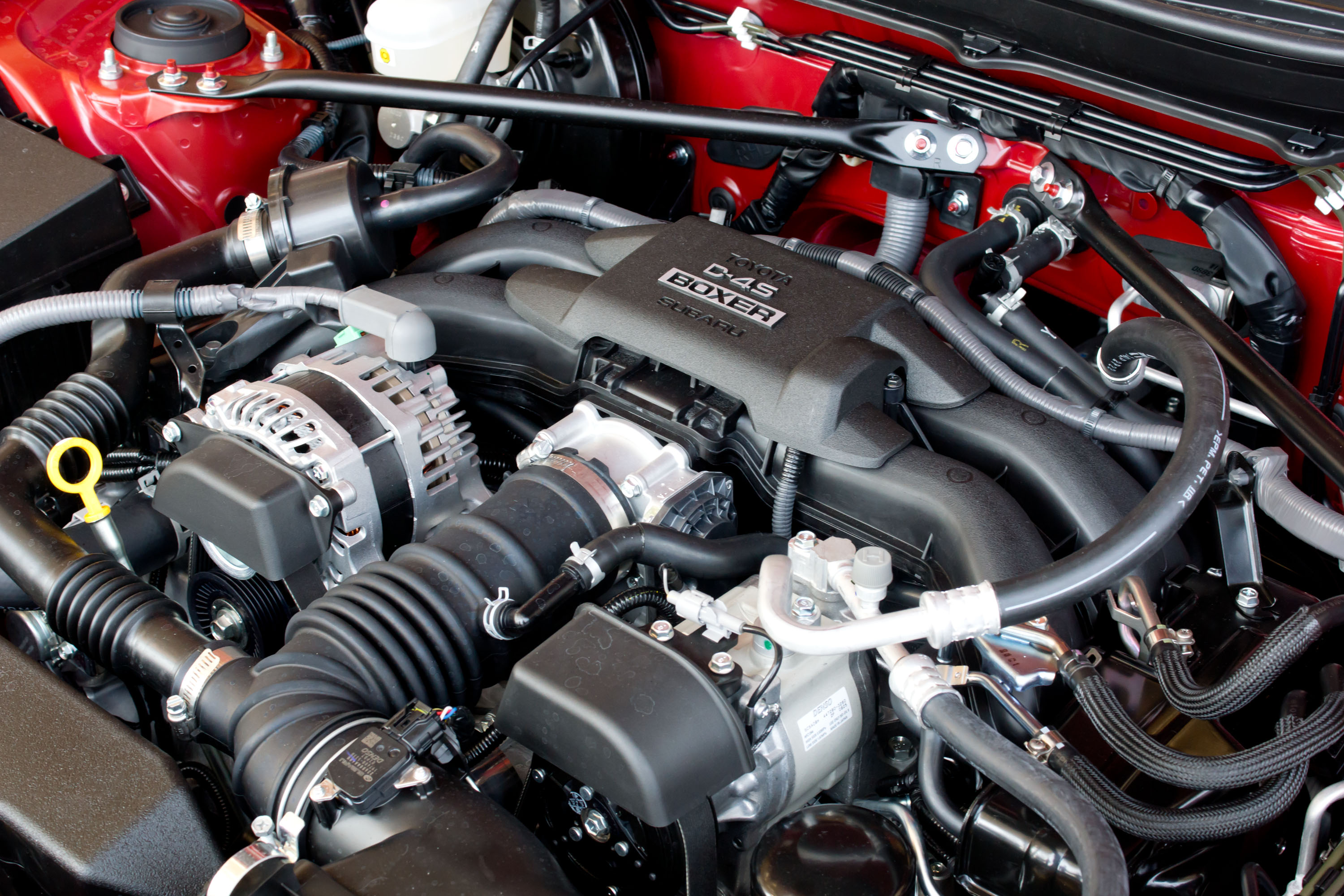
Dettaglio del motore boxer Toyota-Subaru di una GT86

Il motore della GT86 è un 2.0 litri a benzina 4 cilindri boxer aspirato (prodotto dalla Subaru e sviluppato insieme alla Toyota), dotato sia di iniezione diretta che indiretta, che eroga 200 CV a 7000 giri/minuto ed una coppia massima di 205 Nm a 6600 giri/minuto. La trazione è posteriore con differenziale autobloccante e il cambio è un 6 marce manuale con la possibilità di avere un automatico con convertitore di coppia con levette al volante. La coupé della Toyota si affida per il reparto sospensivo ad un tradizionale schema MacPherson all'anteriore e a uno schema Multilink al posteriore. L'impianto frenante infine si compone di 4 dischi autoventilati. Tale configurazione permette alla vettura un'accelerazione da 0 a 100 km/h in 7,6 secondi, con una velocità massima di 228 km/h.
Il design delle versioni Toyota e Subaru è molto simile, ad eccezione del paraurti anteriore e delle luci posteriori ed è basato sulla piattaforma FT-HS. La FT-86 è stata creata sulla piattaforma della Subaru Impreza opportunamente modificata con la lunghezza di 163,8 pollici, la larghezza di 69,3 pollici e l'altezza di 49,6 pollici. L'auto è dotata di freni "Advics" costruiti da una joint venture tra Aisin Seiki, Denso, Sumitomo Electric e Toyota.
La Toyota GT86 ha inoltre sospensioni anteriori più morbide e posteriori più rigide rispetto alla Subaru BRZ, il che ne accentua la tendenza al sovrasterzo con i controlli elettronici disinseriti.

## Evoluzione
Nell'aprile 2014 vi è stato un aggiornamento, che coinvolge le sospensioni per favorire la dinamica di guida del veicolo; esse ora presentano un diverso attacco al telaio e nuovi ammortizzatori per ridurre il rollio. Esteticamente cambia solo l'antenna, che diventa a "pinna di squalo".

### Restyling 2016
Nell'estate 2016 le GT86 vengono sottoposte a un restyling. Meccanicamente il motore viene potenziato, grazie a delle migliorie sull'aspirazione e sullo scarico; il telaio ha subito un irrigidimento della struttura con nuovi punti di saldatura sul montante posteriore. Altre modifiche riguardano gli interni con un quadro strumenti modificato e rivestimenti interni rivisti. Esteticamente è presente un paraurti anteriore modificato con griglia maggiorata e nuove appendici aerodinamiche, mentre al posteriore sono cambiati i fari che hanno una trama interna completamente a LED ed è presente un alettone di maggiori dimensioni. Analogamente nello stesso periodo anche la BRZ viene aggiornata con analoghe modifiche, con un nuovo profilo del paraurti anteriore e nuovi luci a LED.

## Attività sportiva
Basandosi sulla GT86 la Toyota, nel 2014, ne ha realizzato una versione adatta alle competizioni rallistiche FIA R3. Denominata GT86 CS-R3, è stata progettata dalla Toyota Motorsport, la quale ha provveduto ad alleggerirne il peso complessivo, a introdurre nuovi sistemi di sicurezza sportivi omologati secondo il regolamento FIA e a potenziare il propulsore FA20 B4 affinché erogasse una potenza di 250 CV. Quest'ultimo era gestito da un cambio sequenziale a sei marce ed era abbinato a un differenziale a slittamento limitato. Il telaio era del tipo monoscocca in acciaio, mentre le sospensioni erano costituite da montanti McPherson nella sezione anteriore e da doppi bracci trasversali in quella posteriore. L'impianto frenante era rappresentato da quattro freni a disco ventilati.
GT86 e BRZ sono utilizzate, con alcune modifiche, da numerosi team partecipanti alla VLN Series.
Inoltre, versioni da corsa con importanti modifiche partecipano da anni alla serie GT300 del campionato Super GT giapponese.

## Edizioni Limitate

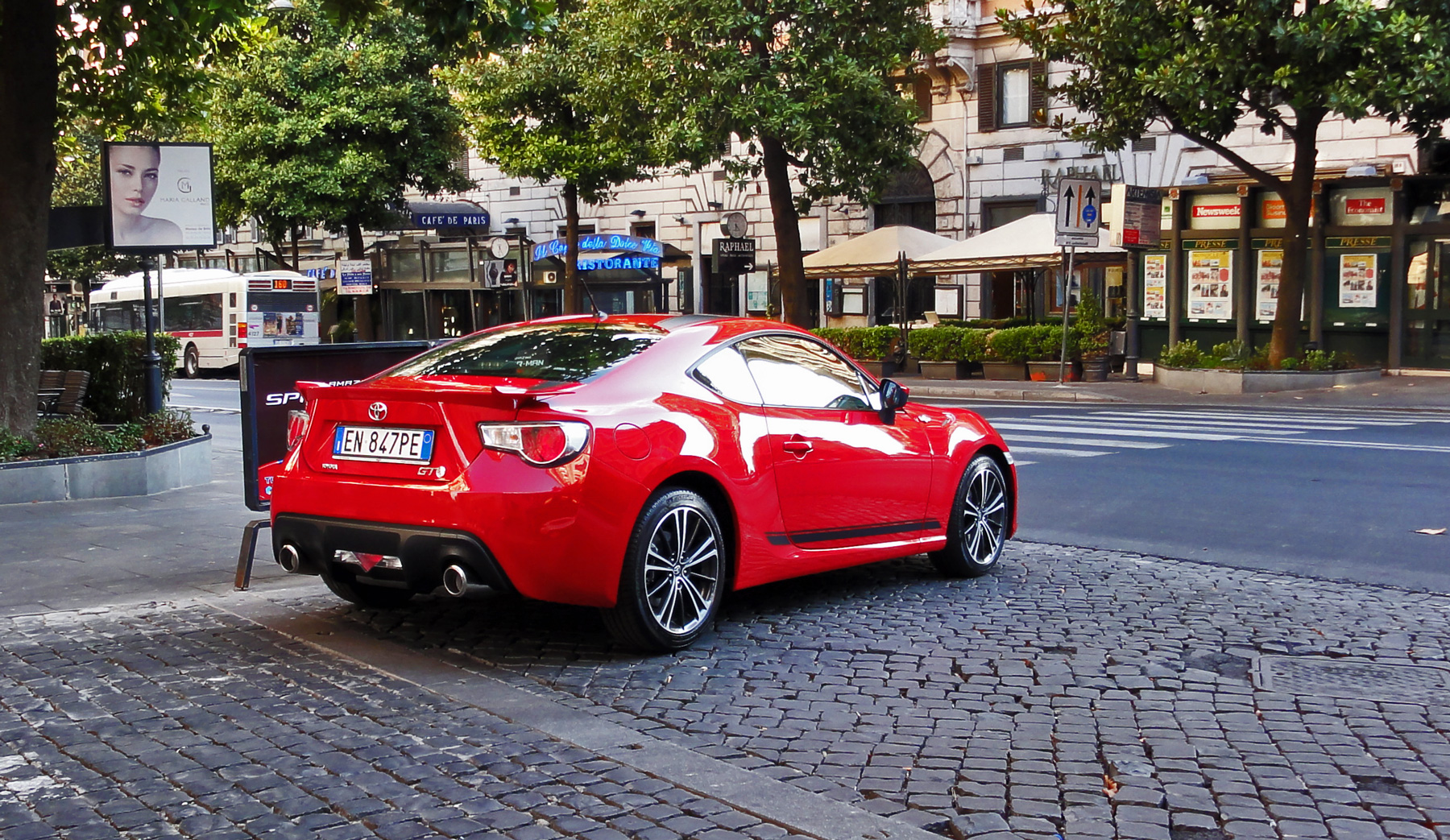
Posteriore di una Toyota GT86 del 2012 nella versione 1st Edition

Esistono diverse edizioni speciali e limitate della Toyota GT86, prodotte in poche esemplari. La prima edizione limitata della vettura risale al lancio nel 2012,  chiamata Toyota GT86 2.0 1st Edition. Il colore rosso (chiamato Lightning Red) della vernice è stato creato appositamente per questa edizione: Prodotta in soli 86 esemplari, riporta sulla verniciatura una particolare livrea nero opaco a contrasto. Tutte le 86 vetture hanno all'interno dell'abitacolo una targhetta che riporta inciso il numero dell'esemplare e il proprietario del veicolo. Questa specifica versione era al tempo acquistabile solo online tramite il sito internet ufficiale della Toyota e poi successivamente anche dai concessionari per i modelli non venduti online al momento del lancio. La vettura era acquistabile solamente con un cambio manuale e l'unico allestimento degli interni comprendeva dei sedili sportivi bicolore rossoneri.